# Альбергетти, Анна Мария
А́нна Мари́я Альберге́тти (итал. Anna Maria Alberghetti; род. 15 мая 1936, Пезаро, Марке, Италия) — итальянская актриса

 и оперная певица.

## Биография
Анна Мария Альбергетти родилась в семье оперного певца и концертмейстера Римской оперной труппы Даниеля Альбергетти и пианистки Виттории Альбергетти. 
В возрасте шести лет Анна Мария впервые пела на концерте на острове Родос. В возрасте 13 лет она выступала на сцене Карнеги-холла в Нью-Йорке.
Как актриса Альбергетти снималась и в кино, и на телевидении. Она была приглашённой звездой в таких телесериалах как «Письмо к Лоретте», «Кульминация» и «Караван повозок». В 1957 году Анна Мария снялась в фильме «Десять тысяч спален» вместе с Дином Мартином, а в 1960 году в фильме «Парень-золушка» вместе с Джерри Льюисом.
Альбергетти также работала на Бродвее. В 1962 году за роль в мюзикле «Карнавал!» она получила премию «Тони» в номинации «Лучшая женская роль в мюзикле».
С 1964 по 1974 год была замужем за телепродюсером и режиссёром Клаудио Гусманом.
Альбергетти дважды появлялась на обложке журнала Life.

## Фильмография
| Год       |    | Русское название          | Оригинальное название         | Роль                        |
| --------- | -- | ------------------------- | ----------------------------- | --------------------------- |
| 1951      | ф  | Медиум                    | The Medium                    | Моника                      |
| 1951      | ф  | Жених возвращается        | Here Comes the Groom          | Тереза                      |
| 1953      | ф  | —                         | The Stars Are Singing         | Катри Валенска              |
| 1954      | с  | Час комедии от Колгейт    | The Colgate Comedy Hour       | донна Изабелла              |
| 1955      | с  | Звёздный ливень           | Shower of Stars               | н/д                         |
| 1955      | ф  | Аламо (Последняя команда) | Консуэлло де Кесада           |                             |
| 1956      | с  | Телевизионный театр Форда | The Ford Television Theatre   | Мария Андрини               |
| 1956      | с  | Театр «Дженерал Электрик» | General Electric Theater      | н/д                         |
| 1956      | с  | —                         | Ford Star Jubilee             | Тина Томасино               |
| 1956—1957 | с  | Письмо к Лоретте          | Letter to Loretta             | Джули Хендрикс / Никола     |
| 1956—1957 | с  | Кульминация               | Climax!                       | Кейт / Анджел Кортон / Эдна |
| 1957      | с  | Театр звёзд Шлица         | Schlitz Playhouse of Stars    | Тиа                         |
| 1957      | ф  | —                         | Duel at Apache Wells          | Анита Вальдес               |
| 1957      | ф  | Десять тысяч спален       | Ten Thousand Bedrooms         | Нина Мартелли               |
| 1957      | с  | Утренний театр            | Matinee Theatre               | н/д                         |
| 1958      | с  | Шоу месяца Дюпона         | The DuPont Show of the Month  | принцесса Минг Чоу          |
| 1958      | тф | Роберта                   | Roberta                       | Стефани                     |
| 1959      | с  | Караван повозок           | Wagon Train                   | Кончита Васкес              |
| 1959      | с  | Вестингауз — Театр Десиле | Westinghouse Desilu Playhouse | Карла                       |
| 1959      | с  | —                         | Startime                      | Джинни Гибсон               |
| 1960      | с  | Шах и мат                 | Checkmate                     | Труди Ломбард               |
| 1960      | ф  | Парень-золушка            | Cinderfella                   | прекрасная принцесса        |
| 1967      | тф | —                         | Kismet                        | Марсина                     |
| 1970      | с  | В Рим с любовью           | To Rome with Love             | Элеонора                    |
| 2001      | ф  | Клетка для братвы         | Friends and Family            | Стелла Патрицци             |
| 2001      | ф  | Семейное дело             | The Whole Shebang             | леди Зито                   |